# Vrbenská vrchovina
Vrbenská vrchovina je pohoří v Hrubém Jeseníku jihozápadně od Vrbna pod Pradědem. Nejvyšší vrchol je Žárový vrch s nadmořskou výškou 1101 m n. m. Nachází se zde velké množství skalních útvarů. Skalnatý vrchol má Lyra, Žárový vrch a Pytlácké kameny (dříve Plošina). Na Zámecké hoře se nachází dřevěná vyhlídka a zřícenina hradu Fürstenwalde. Všechny vrcholy kromě Zámecké hory jsou tisícovky. V oblasti se nachází také Přírodní rezervace Jelení bučina. Prochází zde naučná stezka "wide web", vedoucí z Karlovic do Malé Morávky. Nachází se zde tři horské chaty, Chata Neděle, Pytlácká chata a Sedlová bouda.

## Seznam vrcholů
| Pořadí | Hora            | Nadmořská výška | Turistická značka |
| ------ | --------------- | --------------- | ----------------- |
| 1      | Žárový vrch     | 1101            | Ne                |
| 2      | Lyra            | 1099            | Ne                |
| 3      | Vysoká hora     | 1031            | Ne                |
| 4      | Pytlácké kameny | 1027            | Ne                |
| 5      | Zámecká hora    | 854             | Ano               |